# 이정수 (1950년)
이정수(李廷洙, 1950년 4월 5일 ~ )는 제16대 부산고등검찰청 검사장 직책을 역임한 대한민국의 법조인이다.

## 생애
1950년 4월 5일에 태어난 이정수는 성동고등학교를 거쳐 1973년 고려대학교 법과대학 법학과를 나왔으며 제15회 사법시험에 합격하여 1975년 5기 사법연수원을 수료하기도 한 그는 1976년 군법무관을 거쳐 전역 후 1978년 대구지방검찰청 검사에 임용되었다. 2005년 대검찰청 차장검사를 마지막으로 퇴직하여 법무법인 김앤장 변호사를 하고 있다.

## 경력
- 1978년 대구지방검찰청 검사
- 1980년 서울지방검찰청 의정부지청 검사
- 1982년 법무부 보호과 검사
- 1985년 수원지방검찰청 성남지청 검사
- 1985년 ~ 1986년 일본 주오대학교 비교법연구소 객원연구원
- 1986년 대검찰청 검찰연구관
- 1987년 마산지방검찰청 진주지청 부장검사
- 1988년 대전지방검찰청 서산지청장
- 1989년 행정조정실 예하 한국형사정책연구원 연구처장
- 1990년 대검찰청 기획과장
- 1992년 ~ 1993년 국회 법제사법위원회 수석전문위원
- 1993년 서울지방검찰청 특별수사부 제3부장검사
- 1995년 대검찰청 중앙수사부 예하 수사기획관
- 1997년 수원지방검찰청 제2차장검사
- 1998년 서울지방검찰청 제3차장검사
- 1999년 서울지방검찰청 제1차장검사
- 1999년 ~ 2000년 서울고등검찰청 차장검사
- 2000년 서울고등검찰청 검사장 직무대행
- 2000년 ~ 2001년 대검찰청 기획조정부장
- 2001년 ~ 2002년 대전지방검찰청 검사장
- 2002년 ~ 2003년 대검찰청 공안부장
- 2003년 3월 13일 ~ 2003년 3월 20일 부산지방검찰청 검사장
- 2003년 3월 21일 ~ 2004년 5월 26일 부산고등검찰청 검사장
- 2004년 5월 27일 ~ 2005년 3월 31일 대검찰청 차장검사
- 2005년 4월 ~ : 김ㆍ장 법률사무소 변호사
- 2005년 5월 ~ 2015년 3월 : 현대글로비스 사외이사
- 2006년 : 법무부 검사인사위원회 위원장
- 2014년 : 법무부 변호사제도개선위원회 제3분과 위원장

## 논문
- 1989년 메스암페타민 사범의 실태와 대책
- 1989년 갱생보호사업의 실태와 활성화 방안